# یابوس
یابوس (به عربی: یابوس) یک شهرداری در الجزایر است که در استان خنشله واقع شده‌است. یابوس ۸٬۸۶۸ نفر جمعیت دارد.